# Menton-Gênes-Rome
Le Menton-Gênes-Rome, est une course cycliste sur route de six étapes, disputée en France et en Italie. 

## Histoire de la course
La première édition du Menton-Gênes-Rome a lieu en 1959. 3 éditions de 1959 à 1961. Il s'agit d'une course de six étapes, dont le départ se faisait à Menton et l'arrivée à Rome la première éditions fut gagnée par le français Gérard Saint.

## Palmarès
| Année | Vainqueur           | Deuxième       | Troisième        |
| ----- | ------------------- | -------------- | ---------------- |
| 1959  | Gérard Saint        | Pierino Baffi  | Nicolas Barone   |
| 1960  | Gilbert Desmet      | Carlo Brugnami | Tom Simpson      |
| 1961  | Albertus Geldermans | Tom Simpson    | Agostino Coletto |